# ImgBurn
ImgBurn är ett program för bränning av imagefiler till CD-, DVD-, Blu-ray- och HD DVD-skivor. Det kan även läsa skivor och skapa imagefiler utifrån dessa. Programmet är enkelt att använda, men är flexibelt och har stora inställningsmöjligheter för avancerade användare. Det går till exempel att spara separata hastighetsinställningar för olika media, skapa en kö med imagefiler som skall brännas, och att använda programmet från kommandoprompten.
ImgBurn är gratis att ladda ner och använda.

## Funktioner
- Read - Läser en skiva och skapar en imagefil utifrån innehållet.
- Write - Bränner ner en imagefil till en skiva.
- Build - Skapar en ny imagefil med innehåll från hårddisken, eller bränner ner innehållet direkt till en skiva.
- Verify - Kontrollerar att en skiva är helt läslig, eller jämför en skiva med en imagefil för att säkerställa att informationen är riktig.
- Discovery - Testar brännare och media.

Utöver detta så hanterar programmet ett stort antal filformat för imagefiler, och användaren kan bland annat välja den position där lagerbytet skall ske i en DVD-film som bränns ner på en skiva med dubbla lager.

## Kompatibilitet
ImgBurn fungerar i Windows 95, 98, Me, NT, 2000, XP, 2003 och Vista (inklusive alla 64-bitars versioner). Om man använder Wine så går det även att köra programmet i Linux och andra x86-baserade Unix-varianter.